# Kościół ewangelicki w Piosku
+Kościół ewangelicki w Piosku – kościół w Piosku, w kraju morawsko-śląskim w Czechach, należący do miejscowego zboru Śląskiego Kościoła Ewangelickiego Augsburskiego Wyznania. Stanowi jeden z najważniejszych przykładów współczesnej architektury sakralnej w kraju.
Świątynia została wybudowana w latach 2003–2010 według projektu architekta Karla Cieślara. Jest budowlą jednonawową, zbudowaną na planie prostokąta o wymiarach 12 × 24 m, do nawy przylega budynek probostwa.  W osi nawy po zachodniej stronie wejścia znajduje się trójkątna wieża z jednym dzwonem, odlanym z brązu w 2010 roku. Pierwsze nabożeństwo w nowym kościele miało miejsce 3 grudnia 2010. Kościół wraz z probostwem stanowi część wielofunkcyjnego centrum pioseckiej społeczności. 